# Hellerup IK
Maillots
Le Hellerup Idræts Klub (HIK) est un club danois de football basé à Gentofte.

## Histoire
Le Hellerup Idræts Klub, autrement appelé HIK, est un club de Football danois situé près de Copenhague, grand club du Football danois. 

## Palmarès
- Championnat du Danemark de deuxième division
  - Champion : 1936